# Róbert Antal
Róbert Antal (Boedapest, 21 juli 1921 – Toronto, 1 februari 1995) was een Hongaars waterpolospeler.
Antal won met zijn ploeggenoten de gouden medaille tijdens de Olympische Zomerspelen 1952 in het Finse Helsinki. Antal speelde mee in twee wedstrijden en maakte in deze wedstrijden geen doelpunten.
Róbert Antal · 
Antal Bolvári · 
Dezső Fábián · 
Dezső Gyarmati · 
István Hasznos · 
László Jeney · 
György Kárpáti · 
Dezső Lemhényi · 
Kálmán Markovits · 
Miklós Martin · 
Károly Szittya · 
István Szívós sr. · 
György Vizvári